# Кассіопея (сузір'я)
Кассіопе́я або Касіопе́я (лат. Cassiopeia) — сузір'я північної півкулі неба. Містить близько 150 зір, видимих неозброєним оком. Кассіопея лежить у смузі Чумацького Шляху.

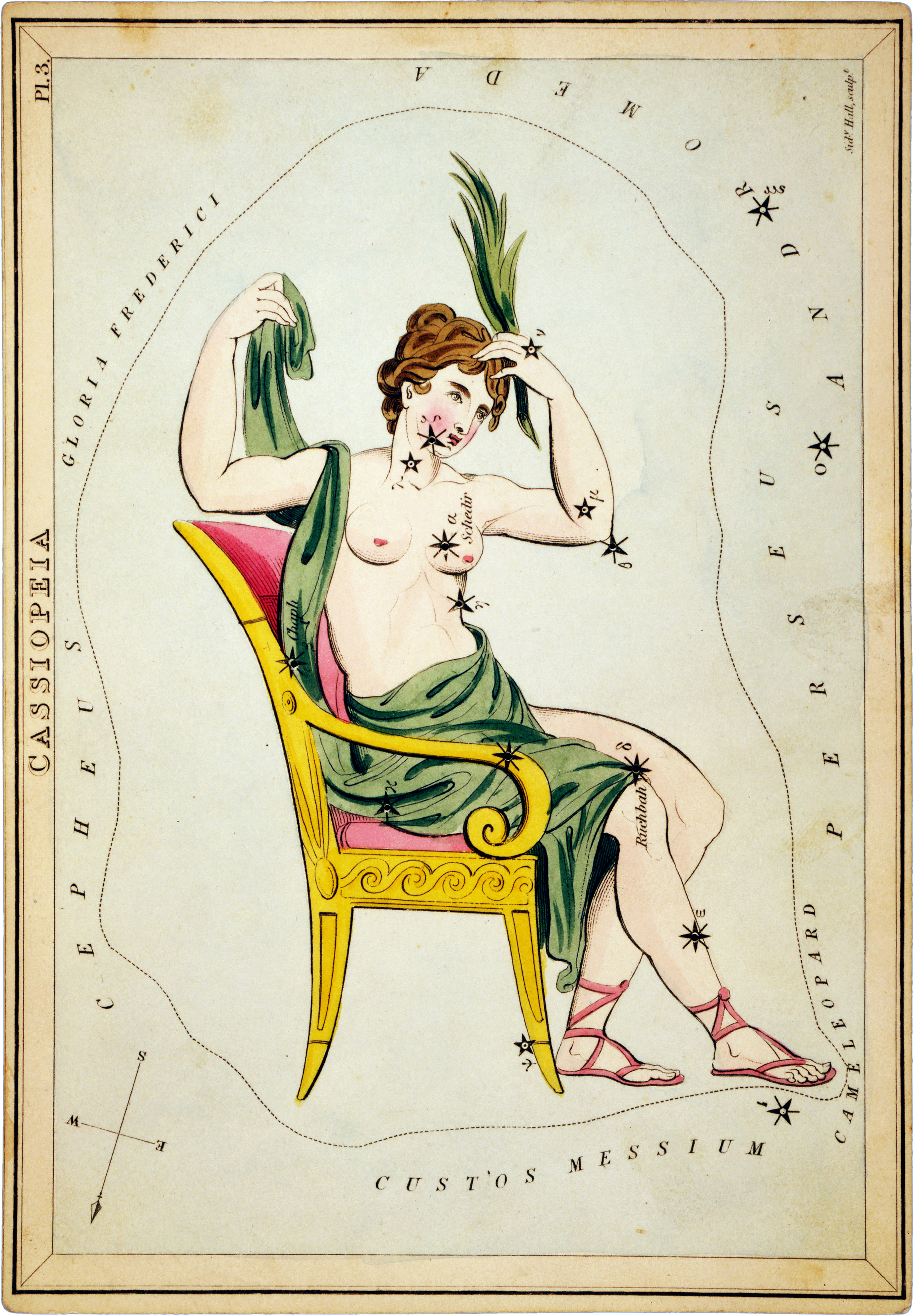
Зображення Кассіопеї з «Дзеркала Уранії», набору карток сузір'їв, опублікованого в Лондоні бл. 1825 р.

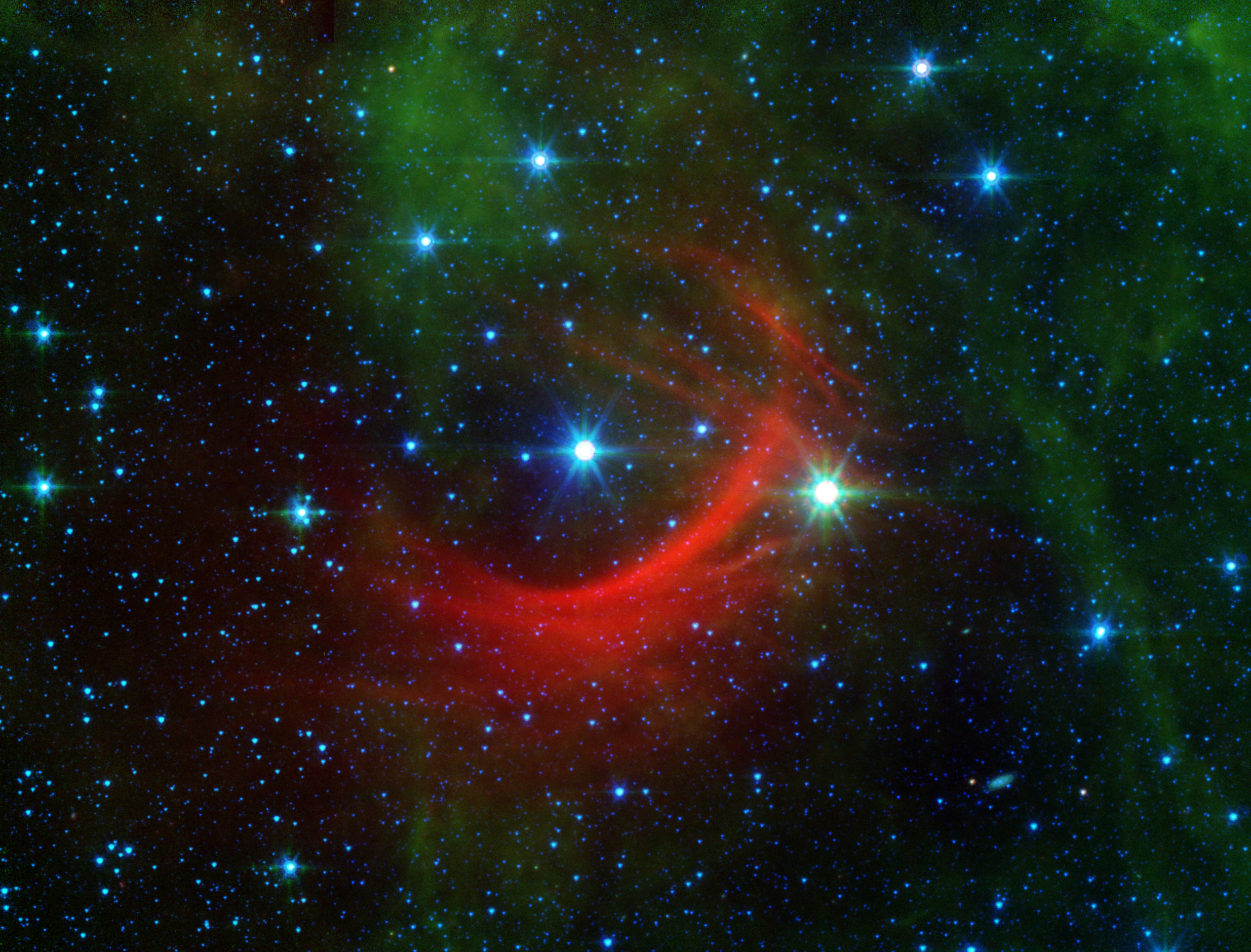
Каппа Кассіопеї та її ударна хвиля. Інфрачервоне зображення з космічного телескопа Спітцера. (NASA / JPL-Caltech)

Відоме зі стародавніх часів і включене до каталогу зоряного неба Клавдія Птолемея «Альмагест».

Сузір'я Кассіопея неозброєним оком.

## Характеристики
Кассіопея займає 598,4 квадратного градуса і, отже, 1,451 % неба (25-те місце серед 88 сузір'їв). Кассіопея межує з Цефеєм на півночі й заході, Андромедою на півдні й заході, Персеєм на південному сході і Жирафою на сході, а також має коротку межу з Ящіркою на заході.
Трилітерне скорочення для сузір'я, прийняте Міжнародним астрономічним союзом у 1922 році, — Cas.

## W-астеризм
Кассіопея містить астеризм, який утворює впізнавану форму сузір'я, — W-астеризм. Він складається з найяскравіших зір сузір'я: ε (Сегін), δ (Рукба), γ (Наві), α (Шедар) і β (Каф), які утворюють фігуру, що нагадує латинську букву W.

## Зорі
Незвичайною змінною зорею є γ Кассіопеї. Це новоподібна зоря. Її яскравість змінюється від 1,6m до 3m.
Зоря ρ Кассіопеї належить до класу зір-супергігантів. Вона в 40 разів масивніша і приблизно в 500 000 разів яскравіша від Сонця. Більшість часу її блиск незмінний і близький до 4m, але іноді трапляються спади блиску до 6,2m, і тоді ρ Кассіопеї стає невидимою для неозброєного ока. Причиною зміни блиску є викиди газу, що призводять до послаблення її видимої яскравості.
η Кассіопеї — подвійна зоря. Головний компонент — жовтуватий гігант з видимою величиною 3,7m, супутник (7,4m) — червоний карлик із температурою поверхні, близькою до 3000 К. Обидві зорі обертаються навколо спільного центру мас із періодом 526 років. Вони перебувають порівняно близько від Сонця — на відстані 20 світлових років.
Жовта карликова зоря μ Кассіопеї (5,3m) визначна своїм дуже швидким пересуванням. Щосекунди вона віддаляється майже на 100 км і рухається небесною сферою. За тисячоліття μ Кассіопеї долає на небосхилі відстань, удвічі більшу від поперечника Місяця. Уперше в зоряні каталоги її заніс Тихо Браге.
κ Кассіопеї — блакитний надгігант спектрального типу BC0.7Ia, який у 302 тисячі разів яскравіший за Сонце і має в 33 рази більший діаметр. Це зоря-утікач: вона рухається зі швидкістю близько 1100 кілометрів на секунду стосовно своїх сусідів. Її магнітне поле й зоряний вітер створюють видиму ударну хвилю, що рухається на відстані 4 світлових років попереду зорі, зіштовхуючись із розрідженим і зазвичай невидимим міжзоряним газом і пилом. Розміри фронту ударної хвилі величезні: близько 12 світлових років завдовжки і 1,8 світлового року завширшки.

## Цікаві об'єкти
- Зоря Тихо Браге — нова зоря, раптову появу якої в сузір'ї Кассіопеї неподалік κ Cassiopeiae 1572 року спостерігав данський астроном Тихо Браге. Нова зоря поступово слабшала й перестала бути видимою через шістнадцять місяців. Сьогодні відомо, що це була наднова — один з останніх спалахів, що спостерігалися в Чумацькому Шляху. Залишок наднової SN 1572, який розташований на відстані близько 7500 світлових років, має діаметр майже 20 світлових років.
- Кассіопея A — одне з найпотужніших джерел галактичного радіовипромінювання. Потік радіохвиль із цієї ділянки неба в багато разів потужніший від радіовипромінювання зорі Тихо Браге. 1951 року на фотопластинах, чутливих до червоного світла, були зафіксовані клапті невеликої радіотуманності, пов'язаної з Кассіопея А. За швидкістю розширення туманності визначили, що її виникнення спричинив вибух, що стався близько 1667 року. На небі цей об'єкт розташований між β Кассіопеї і δ Цефея.

Серед інших цікавих об'єктів сузір'я:
- Розсіяні зоряні скупчення M52 (NGC 7654), M 103, NGC 457 і NGC 7789;
- Карликові еліптичні галактики NGC 147 і NGC 185 — супутники Туманності Андромеди;
- Дифузна туманність NGC 281;
- Гігантська газова сфера — туманність Пузир (NGC 7635).

## Походження назви
Сузір'я названо ім'ям Кассіопеї (грец. Кɑσσιόπειɑ) — героїні давньогрецьких міфів, дружини ефіопського царя Кефея, матері Андромеди.
Араби частину зір Кассіопеї називали «руками Плеяд».
В українській культурі сузір'я називали «Бороною» або «Пасікою». Також «Пасікою» називали Малу Ведмедицю, в Україні традиційно відому як Малий Віз. Сузір'я Малої Ведмедиці на зоряній карті 1699 р. І. Ф. Копієвського називається «Меншыи Воз» [29, с. 148—149]. Ця назва пов'язана з астронімами Віз, Великий Віз і досить поширена в народному вжитку. Однак назва Пасіка семантично не пов'язується з жодною з назв Великої Ведмедиці.

## Пошук на небі
Найкращі умови для спостереження Кассіопеї — листопад-грудень. Її видно на всій території України цілий рік. Якщо через ζ Великої Ведмедиці і Полярну зорю провести пряму лінію, вона вкаже на сузір'я Кассіопеї.
Велика Ведмедиця і Кассіопея — сузір'я, які в середніх широтах Північної півкулі ніколи не заходять, однак розташовані по різні боки від Полярної зорі (майже діаметрально протилежно). Коли Велика Ведмедиця опускається низько над горизонтом (восени-взимку ввечері), Кассіопея піднімається майже до зеніту, і навпаки.

## Цікаві факти
- Якщо дивитися на Сонце з Альфи Центавра, однієї з найближчих до нас зір, воно розташовуватиметься в сузір'ї Кассіопеї і буде видне як зоря 0,5 величини. Кассіопея в цьому розі матиме форму /\/\/, з Сонцем неподалік від ε Кассіопеї[джерело?].
- У романі Стівена Кінга «Зелена миля» герой роману Джон Коффі називає сузір'я «Кассі — леді в кріслі-качалці», що є відображенням міфу в американському фольклорі[джерело?].
- У фільмі «Інтуїція» (2001) головний герой Джонатан (Джон К'юсак) розповідає міф про сузір'я дівчині на ім'я Сара (Кейт Бекінсейл).
- Москва — Кассіопея — радянський науково-фантастичний фільм-дилогія, знятий на кіностудії ім. Горького.
- Кассіопея — назва фан-клубу південнокорейського гурту TVXQ.